# Te Amo Cada Vez Mais - Ao Vivo
Te Amo Cada Vez Mais - Ao Vivo é o terceiro álbum ao vivo e o terceiro DVD do cantor brasileiro Daniel em carreira solo. Foi gravado no dia 14 de abril de 2005 em Botucatu, São Paulo, e lançado em 18 de novembro do mesmo ano pela Warner Music. Teve como sucessos as canções "Os Amantes" e "Desejo de Amar". O projeto foi lançado em formatos de CD e DVD, sendo que o primeiro chegou a marca de 100 mil cópias vendidas em todo o Brasil e conquistou o disco de ouro, já o segundo, alcançou a marca de 50 mil cópias e conquistou o disco de platina.

## Sobre o álbum
A gravação do álbum foi realizada na Praça Rubião Junior, no centro da cidade de Botucatu, São Paulo, em frente a Catedral Metropolitana Basílica Menor de Sant’Ana, em um show comemorativo em homenagem aos 150 anos do município. O show recebeu um público de mais de 60 mil pessoas.

## Lista de faixas
| Edição de CD   |                                                                       |                                                                                 |         |  |
| N.º            | Título                                                                | Compositor(es)                                                                  | Duração |  |
| 1.             | "Te Amo Cada Vez Mais (To Love You More)"                             | David Foster / Junior Miles (Versão: Roberto Merli)                             | 5:39    |  |
| 2.             | "Desejo de Amar"                                                      | Gabú / Marinheiro                                                               | 4:22    |  |
| 3.             | "Os Amantes"                                                          | Sidney da Conceição / Lourenço / Augusto César                                  | 5:40    |  |
| 4.             | "Pot-Pourri: Que Era Eu / Um Homem Apaixonado / Declaração de Amor"   | Elias Muniz / Carlos Colla; Lucimar; Altay Veloso                               | 5:14    |  |
| 5.             | "Memórias de Uma Paixão"                                              | Rick                                                                            | 3:23    |  |
| 6.             | "Quando Eu Quero Falar Com Deus"                                      | Roberto Carlos / Erasmo Carlos                                                  | 4:47    |  |
| 7.             | "Pot-Pourri: Rosto Molhado / Sombra Boa e Água Fresca / Cabelo Loiro" | Ronaldo Adriano / José Fortuna; Chico Amado / Andrey; Tião Carreiro / Zé Bonito | 5:57    |  |
| 8.             | "Jogado na Rua"                                                       | Beto Caju / Marquinhos Maraial                                                  | 3:22    |  |
| 9.             | "Vou de Fusca"                                                        | Neldon Farias / Waldir Luz / Anísio Rocha                                       | 3:07    |  |
| 10.            | "Em Qualquer Lugar do Mundo"                                          | Rick                                                                            | 4:09    |  |
| 11.            | "Querida (Herida)"                                                    | Mirian Hernandez (Versão: Luciana de Gramont)                                   | 4:35    |  |
| 12.            | "Filho Adotivo"                                                       | Arthur Moreira / Sebastião Ferreira da Silva                                    | 4:28    |  |
| 13.            | "Eu Sem Você"                                                         | Rick                                                                            | 4:00    |  |
| 14.            | "Pot-Pourri: Direto no Coração / Fricote"                             | Luizinho SP / Neldon Farias; Leandro Lehart                                     | 5:08    |  |
| Duração total: | Duração total:                                                        | Duração total:                                                                  | 1:04:01 |  |

| Edição de DVD  |                                                                       |                                                                                 |         |  |
| N.º            | Título                                                                | Compositor(es)                                                                  | Duração |  |
| 1.             | "Te Amo Cada Vez Mais (To Love You More)"                             | David Foster / Junior Miles (Versão: Roberto Merli)                             | 5:41    |  |
| 2.             | "Pot-Pourri: Que Era Eu / Um Homem Apaixonado / Declaração de Amor"   | Elias Muniz / Carlos Colla; Lucimar; Altay Veloso                               | 5:15    |  |
| 3.             | "Quando Eu Quero Falar Com Deus"                                      | Roberto Carlos / Erasmo Carlos                                                  | 4:48    |  |
| 4.             | "Desejo de Amar"                                                      | Gabú / Marinheiro                                                               | 4:23    |  |
| 5.             | "Querida (Herida)"                                                    | Mirian Hernandez (Versão: Luciana de Gramont)                                   | 4:36    |  |
| 6.             | "Os Amantes"                                                          | Sidney da Conceição / Lourenço / Augusto César                                  | 5:41    |  |
| 7.             | "Um Beijo Pra Enlouquecer"                                            | Rick                                                                            | 4:05    |  |
| 8.             | "Jogado na Rua"                                                       | Beto Caju / Marquinhos Maraial                                                  | 3:23    |  |
| 9.             | "Em Qualquer Lugar do Mundo"                                          | Rick                                                                            | 4:10    |  |
| 10.            | "Memórias de Uma Paixão"                                              | Rick                                                                            | 3:22    |  |
| 11.            | "Eu Sem Você"                                                         | Rick                                                                            | 4:01    |  |
| 12.            | "Evidências"                                                          | José Augusto / Paulo Sérgio Valle                                               | 4:39    |  |
| 13.            | "Pot-Pourri: Rosto Molhado / Sombra Boa e Água Fresca / Cabelo Loiro" | Ronaldo Adriano / José Fortuna; Chico Amado / Andrey; Tião Carreiro / Zé Bonito | 5:58    |  |
| 14.            | "Filho Adotivo"                                                       | Arthur Moreira / Sebastião Ferreira da Silva                                    | 4:29    |  |
| 15.            | "Meu Reino Encantado" (part. José Camillo)                            | Valdemar Reis / Vicente P. Machado                                              | 3:34    |  |
| 16.            | "A Jiripoca Vai Piar"                                                 | Adriano Bernardes                                                               | 4:21    |  |
| 17.            | "Pot-Pourri: Peão Apaixonado / Eu Me Amarrei"                         | Pinocchio; Waldir Luz / Tivas                                                   | 6:36    |  |
| 18.            | "Pot-Pourri: Direto no Coração / Fricote"                             | Luizinho SP / Neldon Farias; Leandro Lehart                                     | 5:09    |  |
| 19.            | "Vou de Fusca"                                                        | Neldon Farias / Waldir Luz / Anísio Rocha                                       | 3:08    |  |
| Duração total: | Duração total:                                                        | Duração total:                                                                  | 1:30:21 |  |

## Certificações e vendas
| Brasil (ABPD)                             | Ouro    | 2006 | 100.000* |
| Brasil (ABPD) DVD                         | Platina | 2006 | 50.000*  |
| *número de vendas baseado na certificação |         |      |          |